# The Rocky Horror Glee Show
«The Rocky Horror Glee Show» (рус. Хор ужасов Рокки Хоррора) — пятый эпизод второго сезона американского музыкального телесериала «Хор», показанный телеканалом Fox 26 октября 2010 года. В серии хор занимается постановкой мюзикла 1973 года ''The Rocky Horror Show'' c элементами киноадаптации 1975 года «Шоу ужасов Рокки Хоррора», а актёры Барри Боствик и Мит Лоуф, исполнившие роли в оригинальном фильме, появляются в эпизодических ролях. Режиссёром и сценаристом эпизода стал Райан Мёрфи, который адаптировал оригинал Адама Шенкмана и Тима Волластона для телевидения. В эпизоде прозвучали кавер-версии семи песен из оригинального мюзикла, которые вошли в мини-альбом Glee: The Music, The Rocky Horror Glee Show, который достиг шестой строчки в чарте Billboard 200.

## Сюжет
Эпизод открывается песней «Science Fiction/Double Feature» Сантаны Лопес (Ная Ривера), и на экране видны только её губы. В зале члены хора занимаются постановкой мюзикла и репетируют исполнение песни «Over at the Frankenstein Place». Репетиция прерывается, когда доктор Карл Хауэлл (Джон Стэймос), участвующий в постановке, обвиняет Уилла Шустера (Мэтью Моррисон) в попытках увести его подругу Эмму Пилсберри (Джейма Мейс). Остальная часть эпизода описана в формате воспоминаний Уилла и показывает события, предшествовавшие обвинениям Карла.
Уилл узнаёт, что Эмма и Карл ходили на ночной сеанс мюзикла The Rocky Horror Show, что позволило несколько уменьшить её неврозы, связанные с обсессивно-компульсивным расстройством. Чтобы привлечь внимание Эммы, Уилл решает поставить этот мюзикл вместе со школьным хором. Финн Хадсон (Кори Монтейт) и Рейчел Берри (Лиа Мишель) получают роли Брэда и Джанет соответственно, Майк Чанг (Гарри Шам-мл.) — доктора Франка Фёртера, а Сэм Эванс (Корд Оверстрит) — самого Рокки. Из-за особенностей мюзикла, где героям нужно появиться в откровенных костюмах, Финн начинает комплексовать из-за своего внешнего вида и фигуры, в то в время как у Сэма такой проблемы нет.
Когда родители Майка запрещают ему играть трансвестита доктора Фёртера, Сью Сильвестр (Джейн Линч) убеждает Уилла отдать роль Карлу Хауэллу, бойфренду Эммы, который является поклонником мюзикла. Карл проходит прослушивание, во время которого поёт «Hot Patootie», и чувствует, что более подходящей ролью для него стала бы роль Эдди. Несмотря на то, что роль доктора Фёртера мужская, её получает Мерседес (Эмбер Райли).
С приходом Карла в мюзикл Уилл ревнует Эмму к нему ещё больше. Когда Уилл начинает беспокоиться по поводу слишком открытого костюма, он решает сам сыграть Рокки и просит Эмму прорепетировать с ним. Они поют «Touch-a, Touch-a, Touch-a, Touch Me». Чуть позже Уилл узнаёт от директора Фиггинса (Икбал Теба), что Финн был задержан за хождение по школе в нижнем белье, что он объяснил попыткой привыкнуть к костюму и побороть страх выступать в нём на сцене перед толпой людей. Уилл убеждает директора уменьшить Финну наказание, и сюжет подходит к первой сцене эпизода — Карл устраивает Уиллу скандал из-за их репетиции с Эммой. Уилл признаётся, что решил поставить этот мюзикл только из-за ревности, а теперь понял, что его мотивы были ошибочными. Он обещает Карлу не вмешиваться в их отношения с Эммой. Он отказывается ставить мюзикл, хотя в финале всё же поёт композицию «Time Warp» вместе с остальными хористами.

## Реакция
Ричард О’Брайэн, создатель оригинального Рокки Хоррора, оказался расстроен тем, что идеи мюзикла оказались выражены в эпизоде крайне бледно, и удивлен, что слово «транссексуал» подвергли цензуре. Мэтт Кэйн, медиа-менеджер альянса геев и лесбиянок против диффамации по части развлекательного контента, подверг критике использование уничижительного термина «tranny» в том контексте, в котором он присутствовал в шоу, и нашёл это «отчасти тревожным», учитывая, что эпизод «Theatricality» первого сезона показал негативную реакцию на клевету, связанную с гомофобией. В целом же отзывы критиков об эпизоде были смешанными. Тодд ВанДерВерфф из The A.V. Club дал ему оценку «F» и назвал его «худшим часом, который это шоу когда-либо произвело на свет». На его взгляд, эпизод был чересчур амбициозным в попытках с юмором обойти проблемы транссексуалов, что в конечном счёте оказалось «более оскорбительным, чем если бы шоу просто проигнорировало саму суть вопроса». Мэтт Золлер Ситц из Slant Magazine назвал серию «пародией», подвергнув критике «обращение с персонажем Френка Фёртера исключительно на расстоянии пушечного выстрела», а Эми Рейтер из The Los Angeles Times отметила, что после санитарной обработки эпизод померк, но первоначально нашла оба шоу «отчасти многообещающим тандемом». Музыкальные номера также были оценены неоднозначно. За финальное исполнение «Time Warp» обозреватель Entertainment Weekly Тим Стэк поставил высшую оценку A+, в то время как Мэтт Золлер Ситц назвал музыкальную подборку «возможно, самой слабой и скучной подачей за сериал».